# MIUI
MIUI (výslovnost: Me You I) je operační systém založený na Androidu pro smartphony a tabletové počítače vyvinutý čínským výrobcem elektroniky Xiaomi. Nástupcem je HyperOS.
Xiaomi vydala některé chytré telefony s operačním systémem Android One, zatímco jiné mají MIUI, založené na aktuální verzi Androidu. Zařízení Xiaomi obvykle získají jednu aktualizaci pro Android, a aktualizace MIUI na čtyři roky. První MIUI ROM byl založen na Android 2.2.x Froyo a byl původně vyvinut v čínštině čínským startupem Xiaomi Tech.
Xiaomi nahrazuje MIUI svým novým operačním systémem založeným také na Androidu s názvem HyperOS, který debutoval koncem roku 2023 v řadě Xiaomi 14.

## MIUI a služby Google Play
Google má neshody s čínskou vládou a přístup k mnoha službám Google je blokován. Systém MIUI není dodáván se službami Google Play v pevninské Číně. Společnost Xiaomi však rozšířila své působení mimo Čínu. Vydání MIUI pro zařízení mimo pevninskou Čínu mají předinstalované služby Google Play a aplikace od Googlu, jako jsou Gmail, Mapy Google, Obchod Google Play a fungují jako na jakémkoli jiném zařízení se systémem Android. Globální verze MIUI je certifikována společností Google.

## Porovnání variant MIUI
|                               | Čína | Čína                                                                          | Globální                                                   | Globální                                                   | Xiaomi.eu | Xiaomi.eu |             |
| ----------------------------- | --- | ----------------------------------------------------------------------------- | ---------------------------------------------------------- | ---------------------------------------------------------- | --- | --- | ----------- |
| Dostupné jazyky               | Málo, včetně čínštiny a angličtiny                                                                                | Málo, včetně čínštiny a angličtiny                                            | Široký výběr                                               | Široký výběr                                               | Široký výběr | Široký výběr |             |
| Výběr témat ke stažení        | Všechny | Všechny                                                                       | Některá                                                    | Některá                                                    | Některá | Některá |             |
| Výchozí zdroj aplikací        | GetApps | GetApps                                                                       | Google Play V Indii také: Mi Picks (přejmenováno na Apps)  | Google Play V Indii také: Mi Picks (přejmenováno na Apps)  | Google Play | Google Play | Google Play |
| Mi cloudové služby            | Všechny | Všechny                                                                       | Některé                                                    | Některé                                                    | Všechny | Všechny |             |
| Aktualizace                   | Vývojář | Stabilní                                                                      | Beta                                                       | Stabilní                                                   | Dev / Beta | Stabilní |             |
| Aktualizace                   | Nejvyšší prioritou. Aktualizováno každý čtvrtek                                                                   | Obvykle se aktualizuje každé dva měsíce                                       | Již není k dispozici                                       | Obvykle se aktualizuje každé dva měsíce                    | Aktualizováno každý pátek | Obvykle se aktualizuje každé dva měsíce |             |
| OTA                           | Ano | Ano                                                                           | Ano                                                        | Ano                                                        | Ano, záplaty nejsou podporovány, takže aktualizace stáhne kompletně nový ROM                                                                     | Ano, záplaty nejsou podporovány, takže aktualizace stáhne kompletně nový ROM                                                                     |             |
| Oficiální                     | Ano (vyvíjí Xiaomi)                                                                                               | Ano (vyvíjí Xiaomi)                                                           | Ano (vyvíjí Xiaomi)                                        | Ano (vyvíjí Xiaomi)                                        | Schváleno oficiální distribucí v Evropské unii. Použití na zařízeních z distribuce EU. Neruší záruku. Vytváří skupina fanoušků na webu Xiaomi.eu | Schváleno oficiální distribucí v Evropské unii. Použití na zařízeních z distribuce EU. Neruší záruku. Vytváří skupina fanoušků na webu Xiaomi.eu |             |
| Požadavek na vlastní obnovení | Ne | Ne                                                                            | Ne                                                         | Ne                                                         | Ano | Ano |             |
| Další funkce                  | - Volitelný přístup k různým čínským online službám - Integrovaná podpora rootu (vyžaduje se odemčený bootloader) | Volitelný přístup k různým čínským online službám                             | neznámé                                                    | neznámé                                                    | - Další ikony pro některé aplikace třetích stran - Některé hardwarové funkcí jsou odemčeny na vybraných zařízeních                               | - Další ikony pro některé aplikace třetích stran - Některé hardwarové funkcí jsou odemčeny na vybraných zařízeních                               |             |
| Podporovaná zařízení Xiaomi   | Všechna kromě Redmi Note 3SE a Mi 4i Starší zařízení nemusí být aktualizována                                     | Všechna kromě Redmi Note 3SE a Mi 4i Starší zařízení nemusí být aktualizována | Většina kromě zařízení, která nikdy nebyla vydána mimo ČLR | Většina kromě zařízení, která nikdy nebyla vydána mimo ČLR | Většina kromě zařízení, která nikdy nebyla vydána mimo ČLR                                                                                       | Většina kromě zařízení, která nikdy nebyla vydána mimo ČLR                                                                                       |             |

## MIUI vs Android
Ačkoli je MIUI postaven na platformě Android, výchozí uživatelské rozhraní jeho dřívějších iterací připomínalo iOS kvůli absenci aplikačního panelu  s mřížkou ikon uspořádaných v domovských panelech. Mezi další podobnosti systému iOS patří ikony aplikací v jednotném tvaru, rozhraní vytáčení a volání, organizace aplikace Nastavení a vizuální vzhled přepínačů v uživatelském rozhraní. To přimělo některé pozorovatele, aby citovali, jak by zařízení běžící na MIUI mohla oslovit uživatele iOS, kteří chtějí přejít na platformu Android. V roce 2018 se MIUI stále více posunul směrem k estetickému designu, který je více podobný akciovému Androidu. Například několik prvků v sestavení MIUI 10 se podobá funkcím Android Pie, jako je nabídka pro více úloh a ovládání gest. Tato změna byla poprvé viděna v MIUI 9 (ver. 8.5.11), který byl dodán s Xiaomi Mi Mix 2S . Firmware MIUI již vypadal jako Android 9.
Dalším rozdílem od Androidu je podpora MIUI pro témata a vlastní písma . Uživatelé si mohou stáhnout tematické balíčky a písma, která mohou změnit uživatelské rozhraní zařízení po instalaci z aplikace Témata Mi Themes. Pokročilým uživatelům umožňuje vylepšit pevně zakódovaný firmware svých telefonů.

## Problémy
Jádro MIUI bylo proprietární a v rozporu s GPL jádra Linux. Zdrojový kód pro určité komponenty byl vydán na GitHubu dne 25. října 2013. Zdroje jádra pro několik zařízení, včetně Mi3, Mi4, Mi Note a Redmi 1S, byly vydány v březnu 2015.
S cílem získat finanční prostředky pro společnost, MIUI má vlastní online služby od Xiaomi, včetně cloudových služeb, placených témat a her. Platby jsou prováděny pomocí digitální měny MiCredit.
Indie 
V důsledku indické vlády která zakázala 59 čínských aplikací, pracovali vývojáři na přestavbě MIUI.

## Historie verzí
| Verze   | Snímek obrazovky | Verze Androidu | Datum Vydání    | Poslední stabilní verze | První beta verze | Poslední beta verze | Významné změny |
| ------- | ---------------- | -------------- | --------------- | ----------------------- | ---------------- | ------------------- | --- |
| MIUI V1 |                  | 2.1            | 16. srpna 2010  | neznámé                 | 0.8.16           | neznámé             | Počáteční vydání |
| MIUI V2 |                  | 2.1-2.3.6      | neznámé         | neznámé                 | neznámé          | neznámé             | Přepracováno uživatelského rozhrání |
| MIUI V3 |                  | 2.3.6          | neznámé         | neznámé                 | neznámé          | 2.4.20              | Přepracováno uživatelského rozhrání |
| MIUI V4 |                  | 4.0.4 – 4.1.2  | neznámé         | ICS24.0                 | neznámé          | 3.2.22              | - Nové uživatelské rozhrání - Přidán antivirový program |
| MIUI V5 |                  | 4.1.2 – 4.4.2  | 1. března 2013  | 31.0                    | 3.3.1            | 4.12.5              | - Nové uživatelské rozhrání - Služby Googlu byly v Čínské verzi odstraněny |
| MIUI 6  |                  | 4.4.2 – 5.0.2  | 29. srpna 2014  | 6.7.2.0                 | 4.8.29           | 5.8.6               | Nové uživatelské rozhrání |
| MIUI 7  |                  | 4.4.2 – 6.0.1  | 13. srpna 2015  | 7.5.9.0                 | 5.8.12           | 6.5.26              | Uzamknut bootloader na vybraných starších zařízeních všech dalších vydaných |
| MIUI 8  |                  | 4.4.2 – 7.1.1  | 16. června 2016 | 8.5.10.0                | 6.6.16           | 7.7.20              | - Drobné změny uživatelského rozhrání - Aktualizovány systémové aplikace - Přidána podpora druhého prostoru a duálních aplikací |
| MIUI 9  |                  | 4.4.2 – 8.1.0  | 10 August 2017  | 9.6.5.0                 | 7.8.10           | 8.5.24              | - Drobné změny uživatelského rozhrání - Přidáno rozdělení obrazovky - Vylepšen stín oznámení a QuickCard (nyní Aplikační trezor) - Nový tichý režim - Přidáno odemknutí obličejem |
| MIUI 10 |                  | 6.0 – 9.0      | 19 June 2018    | 10.4.5.0                | 8.6.14           | 9.9.6               | - Nový stín oznámení - Rozšířeny funkce oznámení - Nová obrazovka posledních aplikací - Nové ovládání hlasitosti, aplikace Hodiny, Kalendář a Poznámky - Více integrací s XiaoAI - Drobné změny uživatelského rozhrání |
| MIUI 11 |                  | 7.0 – 10.0     | 22 October 2019 | 11.0.14.0               | 9.9.24           | 20.3.26             | - Některá zařízení mají Android 10 - Tmavý režim v celém systému - Monochromatický ultra spořič baterie - Mi Kalkulačka (režim obrazu v obraze) - Nové ikony - Dobrovolné nastavení nabídky aplikací pro systémový launcher - Plynulejší animace - Optimalizace stavového řádku - Automatická správa snímků obrazovky |
| MIUI 12 |                  | 9.0 – 10.0     | 27 April 2020   | 12.0.8.0                | 20.4.27          | 20.8.x              | - Tmavý režim 2.0 - Nová gesta a animace (plynulejší animace) - Nové ikony - Nový stín oznámení - Super Wallpaper (přiblížení planety Země nebo Marsu od AOD přes zamykací obrazovku po domovskou obrazovku) - Více funkcí pro ochranu soukromí - Jednorázové povolení aplikacím k přístupu k poloze, kontaktům, atd. - Přidána plovoucí okna - Přidána podpora ultra spořiče baterie v globální verzi - Přidán jednoduchý režim - Přidány nástroje pro videa - Nové animace otisku prstu - Nové filtry ve fotoaparátu a galerii - Přepracován vzhled aplikačního trezoru |